# Домашенко, Николай Иванович
Никола́й Ива́нович Домаше́нко (6 сентября 1946 года, Иркутск — 26 июля, 2023 года, Санкт-Петербург) — советский и российский художник, график, гравёр, специализировался в экслибрисе и книжной иллюстрации. Заслуженный художник Российской Федерации (2019).

## Биография
Николай Иванович Домашенко родился в 1946 г. в Иркутске. Окончил художественно-педагогическое отделение Иркутского училища искусств. С 1966 года Николай Иванович являлся участником областных, региональных, республиканских, всесоюзных и международных выставок.
В 1967 году Николай Иванович окончил Иркутское художественное училище под руководством М. Д. Воронько. В качестве дипломной работы были представлены иллюстрации к «Сказке о военной тайне, о Мальчише-Кибальчише и его твёрдом слове» А. П. Гайдара. Автор выбрал новое художественное решение — технику прорезной аппликации, которая позволяет создавать лаконичные, строгие стилизованные образы. Было ограничено число использованных цветов: белый тон листа, мрачно-черный и взволнованно-красный — в изображениях. Такой подход представлялся вполне соответствующим духу времени, поскольку в 1960-е годы советская иллюстрация переживала новый этап развития, связанный с отказом от подробной повествовательности, с осознанием особенностей языка книжной графики, его условности и декоративности.
В это же время он женился и через год поехал в Подмосковье, где шла подготовка к выставке «Графика Сибири». В 1969 году на выставке Союза художников СССР появилась первая серия его работ в печатной технике — «Декабристы». Эти работы выполнены в технике «цветная автолитография». Одно из собраний работ, посвященных декабристам, называется «Вне разряда» и посвящено пятерым повешенным декабристам. В серию входят портреты Сергея Муравьева-Апостола, Петра Каховского, Михаила Бестужева-Рюмина, Кондратия Рылеева, Павла Пестеля. Интересна техника, в которой выполнены эти работы — «сухая игла». Другой блок графических работ посвящен восстанию декабристов. Николай Домашенко одним из первых начал использовать цвет в своих работах.
В 1971 году удостоен премии Иркутского обкома ВЛКСМ имени Иосифа Уткина, присуждавшейся за творческие заслуги. В 1973 году Николай Иванович с семьей переехал в Новосибирск, работал там, выполняя индивидуальные творческие заказы.
В 1983 году Николай Иванович переехал в Ленинград, работал в Союзе художников, в экспериментальной мастерской, в детской художественной школе «Александрино» преподавателем рисунка. В 1998 году художник вместе с друзьями-художниками И. Л. Черновой-Дяткиной, К. О. Почтенной, А. А. Гавричковым и другими организовали творческую группу «10 тихих». Для этой группы характерно стремление избегать шумных пиар-кампаний, суеты, коммерциализации труда художника. Девизом группы стало латинское изречение «Ab ovo». Выставки: 1998 — «Десять тихих» (Музей городской скульптуры); 1999 — «10+» (ВЗ «Невограф»); 2000 — «Тихая музыка» (Государственная академическая капелла); 2001 — «Прогулки к Пушкину» (Всероссийский музей А. С. Пушкина; помимо произведений членов группы посмертно экспонировались работы Л. Сергеевой).
С 1988 по 1996 г. состоял в объединении художников печатной графики им. Н. А. Тырсы.
Отдельную грань творчества Н. И. Домашенко составляют экслибрисы. Эти миниатюры представляют собой сюжетные экслибрисы, получившие наибольшую популярность в XX веке. Их основная особенность — рисунок, лаконично и образно отражающий интересы, профессию владельца библиотеки или её состав. Автор обращается к разным техникам для наилучшего воплощения своего замысла: это и сухая игла, и офорт, и резцовая гравюра, и гравюра бором; нередко они дорабатываются акварелью, придающей оттискам законченность и красочную неповторимость. Иногда колористическая гамма основана на гармонии сближенных или дополнительных цветов, иногда она ограничивается скупой по количеству оттенков и яркости подцветкой. Николай Домашенко постоянный участник Всероссийского конгресса экслибриса.
Работает в станковой и книжной графике в различных техниках: офорт, резцовая гравюра, сухая игла, литография. Основные работы: «Декабристы» (1969) «Трагедии декабря» (1973), «Хлеб Сибири» (1979), иллюстративное оформление произведений Н. В. Гоголя — «Вий», «Пропавшая грамота», «Ночь перед рождеством» (1971—1997), «Петербургские повести» (2002), «Каменный гость» А. С. Пушкина (1999), «Гадкие Лебеди» братьев Стругацких (2000) и «Повесть о Ходже Насреддине» Леонида Соловьёва (2005). Гравюрам Н. Домашенко присущи романтическая приподнятость, совершенство формы, изысканность рисунка.
С 2009 года Николай Домашенко сотрудничает с редакцией иркутского детского литературно-художественного журнала «Сибирячок» — ведёт рубрику «К 200-летию Отечественной войны 1812 года».
В октябре 2016 года в Новосибирском государственном художественном музее состоялась выставка произведений Николая Ивановича Домашенко, посвященная его 70-летнему юбилею. Получившая название «Художник и музей», она представляла как творчество самого автора, так и его роль собирателя и дарителя.

## Музейные коллекции
Работы Николая Ивановича хранятся и в Государственном музее Эрмитаж. 2 листа: «Лик Основателя» и «Гвардейский экипаж на Сенатской площади 14 декабря 1825 года» находятся в коллекции Эрмитажа в составе альбома «Петербург — Морская столица России».
Работы Н. И. Домашенко также находятся в коллекциях Третьяковской галереи, Русского музея, Музея изобразительных искусств им. А. С. Пушкина в Москве, Всероссийского музея А. С. Пушкина, Российской национальной библиотеке, Иркутского областного художественного музея им. В. П. Сукачева, Новосибирский государственный художественный музей , Государственного музея городской скульптуры, в музеях Новгорода, Новосибирска, Барнаула, Кемерово, в частных собраниях и музеях.
Н. И. Домашенко — член Союза художников с 1971 года.

## Творчество

### Книжная и журнальная иллюстрации
1. Бадмаев, Цырен-Базар. Проказы Далая : Стихи : Для детей [мл. возраста] / Ил.: Н. Домашенко. - Иркутск: Вост.-Сиб. кн. изд-во, 1973 — 32 с.: ил.; 14 х 13 см. — Вложена с 4-мя другими книгами в обертку с загл.: Туесок.
2. Балябин, Василий Иванович: Комса: Повесть / Ил.: Н. Домашенко. - Иркутск: Вост.-Сиб. кн. изд-во, 1973—196 с.: ил.; 20 см.
3. Вечные люди и живая вода: тофаларская сказка / худож. Н. Домашенко // Сибирячок. — 2013. — № 5 (128). — С. 2-3: рис. — Журнальная рубрика «Сказки народов Прибайкалья»
4. Высоких дум кипящая отвага: сборник стихотворений / худож. Н. И. Домашенко. — Новосибирск: Книжное изд-во, 1990. — 286 с. — ISBN 5-7620-0166-0
5. Глухарь и тетерев: эвенкийская сказка / худож. Н. Домашенко // Сибирячок. — 2013. — № 5 (128). — С. 5: рис. — Журнальная рубрика «Сказки народов Прибайкалья»
6. Гоголь Н. В. Петербургские повести: короткие рассказы / Н. В. Гоголь; Худож. Н. Домашенко. — СПб.: Геликон плюс, 2003. — 304 с. : ил. — (Драгоценности российской и мировой словесности) (Мечты). — ISBN 5-93012-015-3 : Б. ц.
7. Загоскин, Михаил Николаевич. Рославлев, или Русские в 1812 году Роман / Худож. Н. Домашенко. - Иркутск: Вост.-Сиб. кн. изд-во, 1992—366, [2] с.: ил. ; 21 см. — (История России в романах). — ISBN 5-7424-0454-9
8. Загоскин, Михаил Николаевич. Юрий Милославский, или Русские в 1612 году Ист. роман в 3 ч. / Худож. Н. Домашенко.- Иркутск: Вост.-Сиб. кн. изд-во, 1992—287, [1] с. : ил. ; 21 см. — (История России в романах). — Библиогр. в примеч.: с. 265—281. — ISBN 5-7424-0455-7
9. Коган, Семен Абрамович: Гремят барабаны: Стихи : [Для детей мл. возраста] / Ил.: Н. Домашенко - Иркутск: Вост.-Сиб. кн. изд-во, 1973 — 43 с : ил.; 14 х 13 см. — Вложена с 4-мя другими книгами в обертку с загл.: Туесок.
10. Маугли [Повесть-сказка : Для мл. шк. возраста] / Худож. Н. И. Домашенко.-Иркутск : Вост.-Сиб. кн. изд-во, 1993—220,[2] с.: ил.; 21 см. — ISBN 5-7424-0534-0 (В пер.)
11. Машкин, Геннадий Николаевич : Утёнок Кряк: Сказка : [Для детей мл. возраста] / Ил.: Н. Домашенко . - Иркутск: Вост.-Сиб. кн. изд-во, 1973 — 20 с. : ил.
12. Милюков, Д. Е. Казна Турецкой республики : повесть / худож. Н. Домашенко. - Иркутск: Восточно-Сибирское книжное издательство, 1985. — 80 с.: ил.
13. Николай Домашенко: Графика. — Михайловское : Гос. мемориальный ист.-лит. и природно-ландшафтный музей-заповедник А. С. Пушкина «Михайловское», 2008. — 28 с. : ил. — (Святогорская галерея). - ISBN 978-5-94595-015-7
14. Одна любовь: повести / Ю. Н. Сбитнев; предисл. В. Воронова; ил. Н. И. Домашенко. — М. : Советская Россия, 1983. — 284 с.: ил. : ил. — Б. ц.
15. Петербургские повести [Текст] / худ. Н. Домашенко. — СПб.: Геликон Плюс, 2003. — 302, [2] с.: ил., портр. — (Драгоценности Российской и мировой словестности. Мечты). — Содерж.: Шинель ; Невский проспект; Нос; Портрет; Коляска; Записки сумасшедшего; Рим (отрывок) ; Гоголевский Петербург : опыт духовного путеводителя / О. Сокуров. — ISBN 5-93012-015-3
16. Петербургские повести. [Текст] / Н. В. Гоголь; худ. Н. Домашенко — Санкт-Петербург: Геликон, 2003. — 302 с.: ил. — (Мечты: Драгоценности рос.и мир.словесности). — ISBN 5-93012-015-3: Б. ц.
17. Про Байкал : русский фольклор Прибайкалья / худож. Н. Домашенко // Сибирячок. — 2013. — № 5 (128). — С. 4: рис. — Журнальная рубрика «Сказки народов Прибайкалья»
18. Ротенфельд, Борис Соломонович : Трое в королевстве заводных человечков: Повесть-сказка: [Для детей мл. возраста] / Ил.: Н. Домашенко .- Иркутск : Вост.-Сиб. кн. изд-во, 1973 — 80 с. : ил. ; 14х13 см. — Вложена с 4-мя другими книгами в обертку с загл.: Туесок
19. Рылеев, Кондратий Федорович. Думы / Ил. Н. И. Домашенко.- Новосибирск: Кн. изд-во, 1988—159,[1] с.: ил. ; 11 см.
20. Стругацкий, Аркадий Натанович. Гадкие лебеди / худож. Н. Домашенко. — СПб.: Юнимет, 2000. — 719 С.: ИЛ. — (Мечты: Драгоценности российской и мировой словесности).
21. Шугаев, Вячеслав Максимович : Дед Пыхто: Сказка для Алёны: [Для мл. школьного возраста] / Ил.: Н. Домашенко.- Иркутск : Вост.-Сиб. кн. изд-во, 1973—139 с.: ил.; 17 см.
22. Шумилин, Владимир Павлович :Новоселье лягушки: Сказки: [Для детей мл. возраста] / Ил.: Н. Домашенко. - Иркутск: Вост.-Сиб. кн. изд-во, 1973 — 24 с.: ил. ; 14 х 13 см. — На обороте тит. л. авт.: Владимир Павлович Шумилин (Калошин). — Вложена с 4-мя другими книгами в обертку с загл.: Туесок.

### Эксклибрисы
- Эксклибрис Ex Libris Марины Кузнецовой: гравюра на меди / художник Николай Домашенко. — Л.: [б. и.], 1991. — 1 л., 14 х 10.5 см. — Б. ц.
- Эксклибрис «Из книг А. Михайлова»: гравюра на меди / художник Николай Домашенко. — СПб.: [б. и.], 1993. — 1 л., 20 х 13.5 см. — Б. ц.
- Эксклибрис Ex Libris Александра Михайлова [Изоматериал]: офорт / художник Николай Домашенко. — СПб.: [б. и.], 1992. — 1 л., 17 х 12.5 см. — Б. ц.
- Эксклибрис «Из книг Валерия Рощина» [Изоматериал]: гравюра на меди / художник Николай Домашенко. — Л.: [б. и.], 1991. — 1 л., 14.5 х 10.5 см. — Б. ц.

### Тиражный эстамп
- Допрос [Изоматериал]: [эстамп] / Худож. Домашенко Н. И. Ленинград : КГИ ЛОХФ РСФСР, 1988. — Цв. автолитогр.; 44,8 х 37,8 см. (изобр.); 59,7 х 49,5 см (лист). — (Декабристы). — Под изобр. справа каранд. подпись и дата: «Домашенко 1988 год». — Вых. сведения на тип. этикетке на обороте. — 500 экз.
- Куликово поле [Изоматериал] [поединок Пересвета с Челубеем]: [эстамп] / худож. Домашенко Н. И. - Л.: КГИ ЛОХФ РСФСР, © 1989 — : Цв. автолитогр.; 35,5 х 43 см.); 46,6 х 54,7 см. лист). — Под изобр. справа каранд. подпись и дата: «Домашенко 1988 год». — Вых. сведения на этикетке на обороте.
- Казнь [Изоматериал]: [эстамп] / Худож. Домашенко Н. И. Ленинград: КГИ ЛОХФ РСФСР, 1988. — Цв. автолитогр.; 44,8 х 37,8 см. (изобр.) ; 59,6 х 49,6 см (лист). — (Декабристы). — Под изобр. справа каранд. подпись и дата: «Домашенко 1988 год».
- Черниговский полк [Изоматериал]: [эстамп] / Худож. Домашенко Н. И. Л. КГИ ЛОХФ РСФСР, 1988. — Цв. автолитогр.; 45,1 х 38,1 см. (изобр.); 59,6 х 49,6 см (лист). — (Декабристы). — Под изобр. справа каранд. подпись и дата: «Домашенко 1988 год».